# Tallarol emmascarat occidental

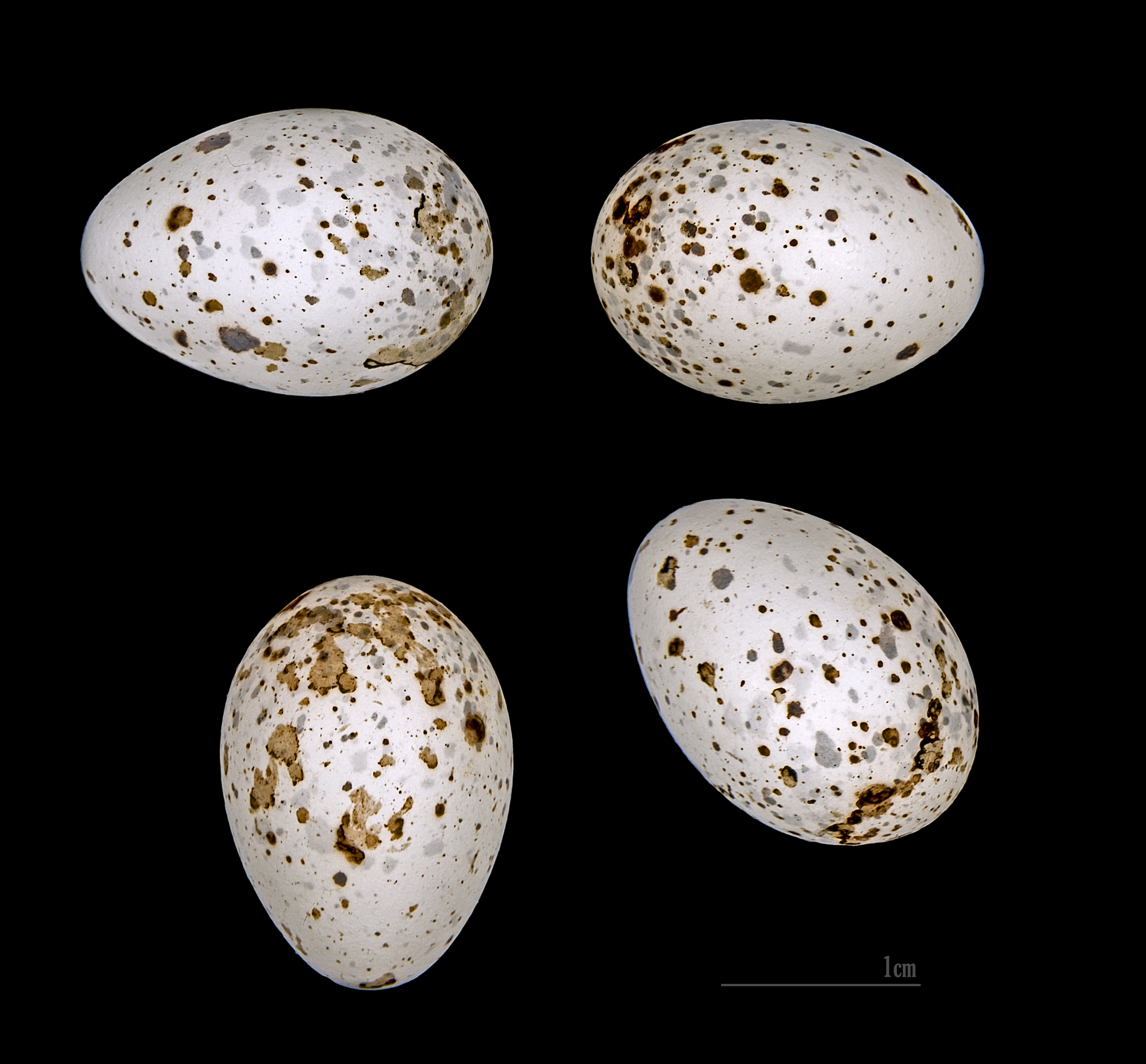
Sylvia hortensis

El tallarol emmascarat occidental, tallarol emmascarat o bregadell (busqueret a Menorca) (Curruca hortensis; syn: sylvia hortensis) és una espècie d'ocell passeriforme dins de la família dels sílvids (Sylviidae). Es troba a l'estiu en la conca del Mediterrani, i s'estén a l'Àsia central. Es tracta d'un ocell migrador que hiverna a l'Àfrica subsahariana, rarament vaga pel nord i nord-oest d'Europa. El seu estat de conservació es considera de risc mínim.
Fa 15-16 cm de llargada. El mascle té el cap gris fosc, una màscara negra al voltant dels ulls i la gola blanca.
Aquests passeriformes es troben en boscos oberts de caducifolis, ponen de 4 a 6 ous en un niu en un arbre o en un arbust. Són insectívors.

## Taxonomia
Aquesta espècie estava classificada en el gènere Sylvia, però el Congrés Ornitològic Internacional, en la seva llista mundial d'ocells (versió 10.2, 2020) el transferí al gènere Curruca. Segons el Handook of the Birds of the World i la quarta versió de la BirdLife International Checklist of the birds of the world (Desembre 2019), aquest tàxon apareix classificat encara dins del gènere Sylvia.
Anteriorment se'n comptaven dues subespècies, que actualment es consideren espècies separades:
- Sylvia (hortensis) hortensis, tallarol emmascarat occidental

sud-oest d'Europa i Magrib fins al mar Adriàtic i el Golf de Sirte.
- Sylvia (hortensis) crassirostris, tallarol emmascarat oriental -

Balcans via Turquia, i el Caucas i regions de l'Àsia central.